# Hwal Moo Do
Hwal Moo Do (coreano: 활 무도 / 活 武 道), Hwalmoodo o HMD (tradotto letteralmente: "la via per difendere la vita" ) è un'arte marziale sudcoreana di autodifesa creata dal Grandmaster Kun Hwa Lee. Essa incorpora tecniche di calcio appartenenti alla tradizione coreana e tecniche provenienti da diverse discipline quali: Tae Kwon Do, Tang Soo Do, Karate, Hapkido, Judo, Jujitsu e Kickboxing . La pratica del Hwal Moo Do prevede sia l'allenamento delle tecniche tradizionali che il combattimento nei diversi stili di kickboxing nonché la difesa personale.

## Filosofia
Alla base del Hwal Moo Do c'è la protezione della vita (Hwal Moo) nel suo senso più ampio del termine. Questo include non soltanto il saper difendersi contro un'aggressione ma anche capacità di riconoscere ed evitare le situazioni di pericolo, avere uno stile di vita sano, proteggere i propri cari e più in generale dare il buon esempio. Gli insegnamenti del Hwal Moo Do prendono le loro origini da quattro grandi correnti della filosofia orientale : (1) Confucianesimo in materia di disciplina e giustizia (2) Sun Tzu, The Art of War in merito alla strategia (3) Taoismo in merito al concetto della non azione (wu wei) e dell'unità degli opposti (4) Buddismo per quanto riguarda l'esistenza del dolore e alcune tecniche di meditazione.
Da un punto di vista pratico il Hwal Moo Do mescola l'arte marziale tradizionale con l'allenamento moderno di Kickboxing e delle tecniche di difesa personale.

## Origini
Sebbene il Hwal Moo Do sia stato creato dal Grandmaster Kun Hwa Lee alla fine del 20 ° secolo, le sue radici risalgono a un gruppo di guerrieri d'élite durante il Regno di Silla (57 a.C.- 935 d.C.) in Corea chiamato Hwarang. La conoscenza di quei guerrieri fu tramandata alle generazioni successive e consentì la creazione delle prime arti marziali in Corea tra cui il Subak e il Taekkyon . Da queste prime discipline originali discendono poi il Tang Soo Do e quindi il Tae Kwon Do. Soprattutto il Tang Soo Do si differenzia dagli altri stili coreani per dell'inclusione di tecniche provenienti dalle arti marziali cinesi e dalle arti marziali giapponesi . Ed è dal Tang Soo Do che il Grandmaster Kun Hwa Lee si dirama creando l'Hwal Moo Do che ha la caratteristica specifica di essere in costante evoluzione mescolando l'allenamento tradizionale con le tecniche moderne.

## Competizioni
La kickboxing è il principale sport di combattimento praticato nel Hwal Moo Do che nello specifico è membro della FIKBMS. Le squadre di combattimento del Hwal Moo Do prendono di solito parte alle maggiori competizioni nazionali e internazionali organizzate da WAKO-FIKBMS, sebbene ci siano stati combattenti anche in altre discipline quali: MMA, Submission, Tae Kwon Do, K1 e Muay Thai. Inoltre, le scuole di Hwal Moo Do organizzano anche tornei interni con l'intento di consentire ai principianti di acquisire le loro prime esperienze.
Hwal Moo Do è attualmente praticato nei seguenti paesi: 
| Stati Uniti (bandiera) | Stati Uniti d'America |
| Italia (bandiera)      | Italia                |
| Grecia (bandiera)      | Grecia                |
| Svizzera (bandiera)    | Svizzera              |